# Hypogrammodes balma
Hypogrammodes balma là một loài bướm đêm trong họ Noctuidae.